# Ґолін (Валецький повіт)
Ґолін (пол. Golin) — село в Польщі, у гміні Члопа Валецького повіту Західнопоморського воєводства.
Населення — 273 особи (2011).
У 1975-1998 роках село належало до Пільського воєводства.

## Демографія
Демографічна структура станом на 31 березня 2011 року:
|          | Загалом | Допрацездатний вік | Працездатний вік | Постпрацездатний вік |
| -------- | ------- | ------------------ | ---------------- | -------------------- |
| Чоловіки | 142     | 31                 | 98               | 13                   |
| Жінки    | 131     | 24                 | 66               | 41                   |
| Разом    | 273     | 55                 | 164              | 54                   |